# ويليام بيرغر
ويليام بيرغر (بالألمانية: William Berger)‏ (و. 1928 – 1993 م) هو ممثل، من النمسا، ولد في إنسبروك، توفي في لوس أنجلوس، عن عمر يناهز 65 عاماً.

## وصلات خارجية
- ويليام بيرغر على موقع IMDb (الإنجليزية)
- ويليام بيرغر على موقع ألو سيني (الفرنسية)
- ويليام بيرغر على موقع ميوزك برينز (الإنجليزية)
- ويليام بيرغر على موقع تيرنر كلاسيك موفيز (الإنجليزية)
- ويليام بيرغر على موقع أول موفي (الإنجليزية)
- ويليام بيرغر على موقع قاعدة بيانات الأفلام السويدية (السويدية)
- ويليام بيرغر على موقع قاعدة بيانات الفيلم (الإنجليزية)
- ويليام بيرغر على موقع كينوبويسك (الروسية)